# グロース＝イェーゲルスドルフの戦い
グロース＝イェーゲルスドルフの戦い（グロース＝イェーゲルスドルフのたたかい、英語: Battle of Gross-Jägersdorf）は七年戦争中の1757年8月30日、ステパン・フョードロヴィチ・アプラクシン陸軍元帥率いる多数のロシア軍がハンス・フォン・レーヴァルト陸軍元帥率いる少数のプロイセン軍に勝利した戦闘。戦術的勝利にもかかわらず、アプラクシンはケーニヒスベルクに進軍せず、戦闘が終わるとすぐに撤退した。

## 背景
ステパン・フョードロヴィチ・アプラクシン陸軍元帥率いる7万5千のロシア帝国軍はメーメルを5日間の砲撃で占領した。彼は同地を駐屯地として東プロイセンへの侵攻を開始したが、慎重ながら戦争の経験が少ない彼は会戦に及び腰であった。予想通りヴェーラウに進軍することを選ばず、グロース＝イェーゲルスドルフの村の近くでプレーゲル川を渡河、焦土作戦を実行した。

## 戦闘
ハンス・フォン・レーヴァルト陸軍元帥率いるプロイセン軍25,500はロシアの大軍に奇襲をかけ、プレーゲル川を渡河中のヴァシーリー・ロープヒン将軍を攻撃した。ロープヒンは銃剣で刺され死亡、これを知ったピョートル・ルミャンツェフ将軍は慌てて茂みに逃げ、そこでプロイセン歩兵と鉢合わせてしまった。もう1つのロシアの分遣隊はレーヴァルト軍の背後を攻撃した。
プロイセン軍が少し後退した一方、ロシア軍は奇襲によるパニックから回復して反撃した。カルムイク人とドン・コサック部隊は撤退を装ってプロイセン軍の追撃を誘い、そこで猛砲撃を加えた。

## その後
日没までにロシア軍の勝利が明らかになり、プロイセン軍は撤退した。両軍はそれぞれ約5千人の死傷者を出した。
プロイセン軍は敗れたものの、優勢の敵軍への奇襲で相手に同程度の損害を強いることができた。翌年のツォルンドルフの戦いと同じく、このような奇襲は多勢の敵軍に有効であることを証明した。一方のロシア軍も奇襲されて、「方陣を組む時間も機会もなかったものの凄く良くできた」という。
この勝利の後、アプラクシンがプロイセン軍の撤退に乗じて東プロイセン全体をまたたく間に占領することが広く予想されたが、彼はケーニヒスベルクへの進軍をやめ、ロシアへ撤退した。撤退の理由はピョートル3世を帝位継承者にするためとされる。
ロシア戦勝240年記念として、パノラマがカリーニングラードのフリートラント門に掲げられた。また、2000年発行の沿ドニエストル・ルーブルの200ルーブルの紙幣の図柄になっている。